# Trois vallées varésines 2019
Les Trois vallées varésines 2019 sont la 99e édition de cette course cycliste masculine sur route. Elle a lieu le 8 octobre 2019, sur une distance de 197,82 kilomètres entre Saronno et Varèse en Italie, et fait partie du calendrier UCI Europe Tour 2019 en catégorie 1.HC. C'est également l'une des manches de la Coupe d'Italie.

## Présentation

### Équipes
Classées en catégorie 1.HC de l'UCI Europe Tour, les Trois vallées varésines sont par conséquent ouvertes aux WorldTeams dans la limite de 70 % des équipes participantes, aux équipes continentales professionnelles, aux équipes continentales italiennes, aux équipes continentales étrangères dans la limite de deux et à une équipe nationale italienne.
Vingt-deux équipes sont au départ de la course : quatorze équipes UCI WorldTeam et huit équipes continentales professionnelles.
| WorldTeams (14)- Astana - Bora-hansgrohe - Team Jumbo-Visma - Dimension Data - Movistar Team - Ineos - AG2R La Mondiale - Bahrain-Merida - UAE Team Emirates - EF Education First - Team Sunweb - Lotto Soudal - Trek-Segafredo - Groupama-FDJ Équipes continentales professionnelles (8)- Caja Rural-Seguros RGA - Cofidis, Solutions Crédits - Gazprom-RusVelo - Nippo Vini Fantini Faizanè - Neri Sottoli-Selle Italia-KTM - Androni Giocattoli-Sidermec - Bardiani CSF - Israel Cycling Academy |
| |

## Classement final
| \| Classement général \| Classement général \| Classement général \| Classement général \| Classement général \| \| Coureur \| Coureur \| Pays \| Équipe \| Temps \| \| ------------------ \| ------------------ \| ------------------ \| ----------------------------- \| ------------------ \| \| 1er \| Primož Roglič \| Slovénie \| Team Jumbo-Visma \| 4 h 40 min 46 s \| \| 2e \| Giovanni Visconti \| Italie \| Neri Sottoli-Selle Italia-KTM \| + 3 s \| \| 3e \| Toms Skujiņš \| Lettonie \| Trek-Segafredo \| + 3 s \| \| 4e \| Andrea Vendrame \| Italie \| Androni Giocattoli-Sidermec \| + 3 s \| \| 5e \| Sergio Higuita \| Colombie \| EF Education First \| + 3 s \| \| 6e \| Tiesj Benoot \| Belgique \| Lotto-Soudal \| + 3 s \| \| 7e \| Kristian Sbaragli \| Italie \| Israel Cycling Academy \| + 3 s \| \| 8e \| Tao Geoghegan Hart \| Royaume-Uni \| Team Ineos \| + 3 s \| \| 9e \| Damiano Caruso \| Italie \| Bahrain-Merida \| + 3 s \| \| 10e \| Tim Wellens \| Belgique \| Lotto-Soudal \| + 3 s \| |                    |             |                               |                 |
| |                    |             |                               |                 |
| Source : ProCyclingStats |                    |             |                               |                 |
| Classement général |                    |             |                               |                 |
| Coureur | Coureur            | Pays        | Équipe                        | Temps           |
| 1er | Primož Roglič      | Slovénie    | Team Jumbo-Visma              | 4 h 40 min 46 s |
| 2e | Giovanni Visconti  | Italie      | Neri Sottoli-Selle Italia-KTM | + 3 s           |
| 3e | Toms Skujiņš       | Lettonie    | Trek-Segafredo                | + 3 s           |
| 4e | Andrea Vendrame    | Italie      | Androni Giocattoli-Sidermec   | + 3 s           |
| 5e | Sergio Higuita     | Colombie    | EF Education First            | + 3 s           |
| 6e | Tiesj Benoot       | Belgique    | Lotto-Soudal                  | + 3 s           |
| 7e | Kristian Sbaragli  | Italie      | Israel Cycling Academy        | + 3 s           |
| 8e | Tao Geoghegan Hart | Royaume-Uni | Team Ineos                    | + 3 s           |
| 9e | Damiano Caruso     | Italie      | Bahrain-Merida                | + 3 s           |
| 10e | Tim Wellens        | Belgique    | Lotto-Soudal                  | + 3 s           |

## Classements UCI
La course attribue aux coureurs le même nombre de points pour l'UCI Europe Tour 2019 et le Classement mondial UCI.
| Position           | 1er | 2e  | 3e  | 4e  | 5e | 6e | 7e | 8e | 9e | 10e | 11e | 12e | 13e | 14e | 15e | 16e à 30e | 31e à 40e |
| Classement général | 200 | 150 | 125 | 100 | 85 | 70 | 60 | 50 | 40 | 35  | 30  | 25  | 20  | 15  | 10  | 5         | 3         |